# European Standards
European Standards är ett musikalbum från 2009 av Jan Lundgren Trio.

## Låtlista
1. Computer Liebe (Ralf Hutter) – 5:16
2. Les Moulins de mon coeur (Michel Legrand) – 4:47
3. Here, There and Everywhere (Paul McCartney/John Lennon) – 4:11
4. A csitari hegyek alatt (trad) – 4:12
5. Stets i Truure (trad) – 4:42
6. Yo vivo enamorao (Juan Luis Guerra) – 3:45
7. Un homme et une femme (Francis Lai) – 5:02
8. Reginella (Gaetano Lama) – 5:25
9. Il postino (Luìs Bacalov) – 4:18
10. September Song (Kurt Weill) – 4:30
11. Rosemary's Baby (Kzysztof Komeda) – 5:34
12. Wien, du Stadt meiner Träume (Rudolf Sieczinsky) – 4:48
13. Pavane – Thoughts of a Septuagenarian (Esbjörn Svensson) – 4:58

## Medverkande
- Jan Lundgren – piano, Fender Rhodes
- Mattias Svensson – bas
- Zoltan Csörsz Jr – trummor

## Mottagande
Skivan fick ett gott mottagande när den kom ut med ett genomsnitt på 3,6/5 baserat på sju recensioner.